# Terremoto de Gediz de 1970
El terremoto de Gediz de 1970 sacudió el oeste de Turquía el 28 de marzo de 1970 a las 23:02 hora local, con una magnitud estimada de 7,2 en la escala de magnitud de onda superficial.
El terremoto mató a 1.086 personas, hirió a 1.260 y dejó a muchos miles sin hogar en Gediz, un distrito de la provincia de Kütahya situado a 98 kilómetros al sureste de Kütahya.Muchas personas murieron quemadas vivas cuando se produjeron incendios debido a estufas volcadas y 9.452 edificios de la región resultaron gravemente dañados o destruidos.
La ciudad de Gediz, hogar de repetidos desastres naturales como terremotos e inundaciones, fue reubicada tras una resolución del gobierno poco después de la destrucción a un nuevo lugar a 7 kilómetros de distancia en la carretera a Uşak bajo el nombre "Yeni Gediz" (Nueva Gediz). Los residentes se mudaron a sus casas recién construidas y resistentes a los terremotos. También se reconstruyeron ciudades y pueblos vecinos en lugares con un riesgo relativamente mínimo de terremoto.
Otros terremotos importantes ocurrieron en Gediz en 1866 y 1896; y el 25 de junio de 1944, a las 07:20 hora local, se produjo un terremoto de magnitud 6,0 en Gediz, que mató a 20 personas y dañó alrededor de 3.500 edificios.